# Chris Huhne

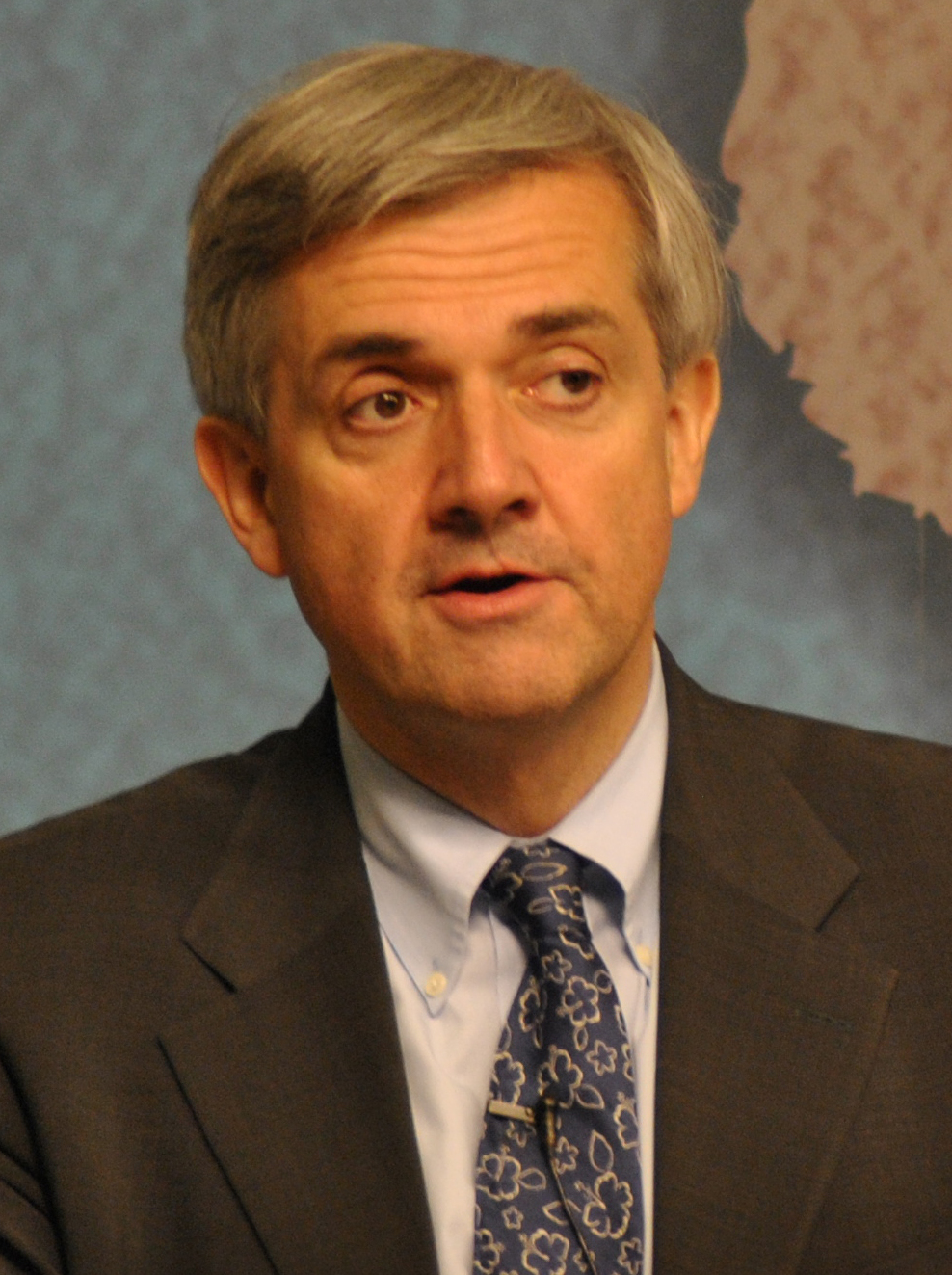
Chris Huhne

Christopher Murray Paul-Huhne, känd som Chris Huhne [ˈhjuːn], född 2 juni 1954 i London, är en brittisk liberaldemokratisk politiker. Han var ledamot av Europaparlamentet 1999–2005, Storbritanniens energi- och klimatförändringsminister i regeringen Cameron efter valet 2010 och representerar sedan 2005 valkretsen Eastleigh i brittiska underhuset. I februari 2012 blev han den förste kabinettsledamoten i historien som tvingats lämna sitt ämbete genom ett brottmålsåtal då han åtalades för försvårande av brottsutredning gällande ett fortkörningsmål från 2003.
Huhne har två gånger ställt upp i liberaldemokraternas partiledarval och förlorat. I 2006 års val fick han näst flest röster efter Sir Menzies Campbell och 2007 vann Nick Clegg knappt över honom.